# Tjørnuvík
Tjørnuvík [ˈtʃʰœdnʊvʊik], és un poble situat a la costa nord de l'illa de Streymoy, a les illes Fèroe. Forma part del municipi de Sunda. L'1 de gener del 2021 tenia 46 habitants.
És la localitat més septentrional de l'illa. Tjørnuvík s'assenta al fons d'una badia que porta el mateix nom. L'envolten muntanyes de més de 600 metres, sent la més destacada el Melin, de 763 metres, situada al sud-oest. La carretera 594, que ressegueix la costa nord-oriental de Streymoy, és l'única que arriba fins al poble. Des de Tjørnuvík es veu la costa d'Estreymoy i hi ha unes bones vistes a les roques Risin og Kellingin.
El 1956 s'hi va trobar la tomba d'una dona del segle X durant les prospeccions arqueològiques dirigides per Sverri Dahl (primer comissari del Museu Nacional de les Illes Fèroe). És un dels testimonis de la conquesta escandinava de l'època víking.
L'església del poble va ser desmantellada el 1857 i portada a Saksun. No va ser fins al 1937 que Tjørnuvík no va tornar a tenir una nova església, que és la que es pot veure avui.